# Zimbabwe a 2014. évi téli olimpiai játékokon
Zimbabwe az oroszországi Szocsiban megrendezett 2014. évi téli olimpiai játékok egyik részt vevő nemzete volt. Az országot az olimpián 1 sportágban 1 sportoló képviselte, aki érmet nem szerzett. Zimbabwe először vesz részt a téli olimpiai játékokon.

## Alpesisí
Férfi
| Versenyző  | Versenyszám      | 1. futam      | 1. futam      | 2. futam | 2. futam | Összesítés | Összesítés |
| Versenyző  | Versenyszám      | Idő           | Hely.         | Idő      | Hely.    | Idő        | Helyezés   |
| ---------- | ---------------- | ------------- | ------------- | -------- | -------- | ---------- | ---------- |
| Luke Steyn | Műlesiklás       | nem ért célba | nem ért célba | kiesett  | kiesett  | kiesett    | kiesett    |
| Luke Steyn | Óriás-műlesiklás | 1:32,20       | 61.           | 1:34,35  | 59.      | 3:06,55    | 57.        |